# Nikki Ziering
Nikki Ziering, all'anagrafe Natalie Schieler (Norwalk, 9 agosto 1971), è una modella e showgirl statunitense.

## Carriera

### Modella
Ziering acquisì una certa fama come modella per i costumi da bagno Venus Swimswear e Frederick's of Hollywood, per poi raggiungere una maggiore notorietà comparendo per due volte sulla copertina della rivista Playboy, nell'agosto del 1997 e nel luglio del 2003. Fu anche playmate del mese di settembre 1997.

### Televisione, radio e cinema
In seguito all'attività di modella, Ziering comparve in alcuni programmi televisivi e prese parte ad alcune puntate di vari telefilm come Love Boat - The Next Wave, Beverly Hills 90210, Due poliziotti a Palm Beach e Pacific Blue. Dal 1999 al 2002 ricoprì il ruolo di valletta dello show The Price is Right (la versione statunitense di OK il prezzo è giusto). Successivamente prese parte ad alcuni reality come Celebrity Love Island, I'm a Celebrity...Get Me Out of Here! e Celebrity Paranormal Project. Nel 2006 lavorò come inviata della CBS per il torneo di blackjack Ultimate Blackjack Tour. Oltre ad apparire in varie occasioni all'interno del The Howard Stern Show, Ziering recitò in alcuni film fra cui Austin Powers in Goldmember (2002), Tutta colpa di Sara (2002), American Pie - Il matrimonio (2003) e Standing Still (2004).

### Lingerie football
Nel 2004, giocando nel Team Dream, vinse il primo Lingerie Bowl. Pur ricoprendo il ruolo di capitana ed essendo stata la giocatrice messa più in evidenza nella promozione dell'evento insieme a Angie Everhart per le rivali del Team Euphoria, Nikki giocò solo poche azioni e il ruolo di quarterback che le era stato assegnato nelle presentazioni venne affidato per lo più a Jennifer Birmingham.

## Vita personale
Il vero nome di Ziering è Natalie Schieler, che  infatti acquisì il cognome Ziering dal matrimonio con l'attore Ian Ziering, noto soprattutto per essere stato uno dei protagonisti del telefilm Beverly Hills 90210 e con il quale fu sposata dal 1997 al 2002.

## Filmografia parziale
- Tutta colpa di Sara (2002)
- American Pie - Il matrimonio (2003)
- National Lampoon's Gold Diggers (2009)
- American High School (film) (2009)

## Doppiatrici italiane
Nelle versioni in italiano delle opere in cui ha recitato, Nikki Ziering è stata doppiata da:
- Michela Alborghetti in American Pie - Il matrimonio
- Valentina Perrella in National Lampoon's Gold Diggers